# Léon Faucher

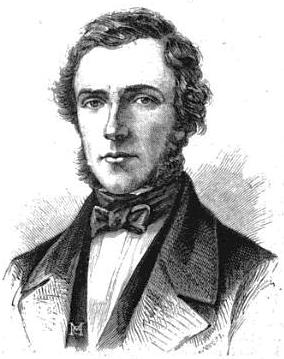
Tekening van Léon Faucher.

Léonard Joseph (Léon) Faucher (Limoges, 8 september 1803 - Marseille, 14 december 1854) was een Frans politicus en econoom. 

## Biografie
Léon Faucher werd geboren in Limoges, Haute-Vienne. Toen hij negen jaar oud was, verhuisde hij met zijn familie naar Toulouse en werd daar naar school gezonden. In 1816 gingen zijn ouders uit elkaar en Léon Faucher, die zich verzette tegen zijn vaders pogingen om hem in de handel te steken, verdiende de kost voor hem en zijn moeder door tijdens de rest van zijn studiewerk borduurwerk en handwerk te ontwerpen. Als privéleraar in Parijs zette hij zijn studies archeologie en geschiedenis voort, maar na de revolutie van 1830 werd hij actief als politiek journalist aan liberale zijde. Van 1830 tot 1833 werkte hij als personeelslid bij Temps, waarna hij voor korte tijd redacteur werd van de Constitutionnel. Zijn zondagskrant die hij zelf maakte, Le Bien public, bleek een financiële mislukking en zijn politieke onafhankelijkheid veroorzaakte zijn vertrek bij de Constitutionnel. In 1834 vervoegde hij Le Courrier français, de krant waar hij van 1839 tot 1842 de redacteur van was. In 1842 eindigde zijn redacteurschap toen de krant een nieuwe eigenaar kreeg.

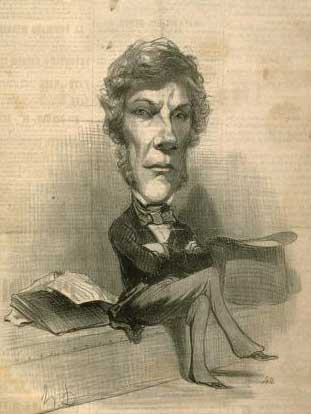
Karikatuur van Léon Faucher.

In de politiek behoorde Léon Faucher tot dynastiek links en hij was gematigd liberaal. Na zijn vertrek bij Le Courrier français gaf Faucher zijn aandacht voornamelijk aan economische vragen. Hij pleitte voor een handelsunie tussen de Latijnse landen als antwoord op de Duitse Zollverein. In 1842 stelde hij een handelsunie tussen Frankrijk en België voor, maar het voorstel werd verworpen omdat het onmogelijk uit te voeren was. In 1843 bezocht hij het Verenigd Koninkrijk om het Engelse sociale systeem te bestuderen en publiceerde zijn resultaten van de onderzoeken in de reeks Etudes sur l'Angleterre dat in 1845 verscheen in twee volumes. Oorspronkelijk werden de resultaten in de Revue des deux Mondes gepubliceerd. Hij hielp om de Bordeaux-vereniging voor vrijhandelspropaganda op te richten en het was als verdediger van de vrije handel dat hij in 1847 in de Kamer van Afgevaardigden verkozen werd. Hij vertegenwoordigde Reims.
Na de revolutie van 1848 vertegenwoordigde Faucher het departement Marne in de Constitutionele Assemblée. In de Assemblée was hij een tegenstander van verscheidene republikeinse maatregelen, zoals het inkorten van de werkuren, de oprichting van een nationale bijstand in Parijs en de afschaffing van de doodstraf. Onder het presidentschap van Louis Napoleon Bonaparte was Faucher minister van Openbare Werken en vervolgens van Binnenlandse Zaken. Zijn actie om de verkiezingen te beïnvloeden door een brief gericht aan de prefecten viel niet in goede aarde en Faucher werd op de vingers getikt door de Constitutionele Assemblée. Op 14 mei 1849 trad hij af als minister. In 1851 werd hij opnieuw minister van Binnenlandse Zaken en ook eerste minister totdat president Bonaparte het algemeen kiesrecht wou afschaffen. Na de staatsgreep van december 1851 weigerde Faucher een zetel in de consultatieve commissie onder leiding van Napoleon. Intussen was hij in 1849 verkozen tot lid van de Académie des Sciences Morales et Politiques en zijn vertrek uit de politiek betekende dat hij terug economische werkstukken ging schrijven. Wegens gezondheidsredenen verbleef Faucher in 1854 in Italië. Toen hij voor zaken terugkeerde naar Parijs, werd Faucher in Marseille getroffen door tyfus en overleed er op 51-jarige leeftijd.
- Bibsys: 15017056
- Biblioteca Nacional de España: XX1264313
- Bibliothèque nationale de France: cb125109558 (data)
- CiNii: DA05503552
- Gemeinsame Normdatei: 11750291X
- International Standard Name Identifier: 0000 0001 2129 8289
- Library of Congress Control Number: n88096219
- Nationale Bibliotheek van Tsjechië: skuk0000375
- Nationale bibliotheek van Australië: 35966851
- Nationale Bibliotheek van Israël: 987007311899605171
- Nederlandse Thesaurus van Auteursnamen: 115114629
- Réseau des bibliothèques de Suisse occidentale: 02-A000061293
- SNAC: w6643gtr
- Système universitaire de documentation: 034344985
- Trove: 1166533
- Virtual International Authority File: 41946936
- WorldCat: E39PBJg4k6KjTgJkKVkd4wTPwC